# Sensenich Propeller
Sensenich Propeller je ameriški proizvajalec letalskih propelerjev. Sensenich proizvaja lesene, kovinske in kompozitne propelerje. Uporabljajo se na športnih, ultralahkih, doma zgrajenih letal in tudi na airboatih.
Podjetje je bilo ustanovljeno leta 1932 kot Sensenich Brothers.